# Crossodactylus schmidti
Crossodactylus schmidti är en groddjursart som beskrevs av José María Alfono Félix Gallardo 1961. Crossodactylus schmidti ingår i släktet Crossodactylus och familjen Hylodidae. IUCN kategoriserar arten globalt som nära hotad. Inga underarter finns listade i Catalogue of Life.